# Tony's Chocolonely
Tony's Chocolonely is een Nederlands bedrijf dat streeft naar 100% slaafvrije chocolade.

## Geschiedenis

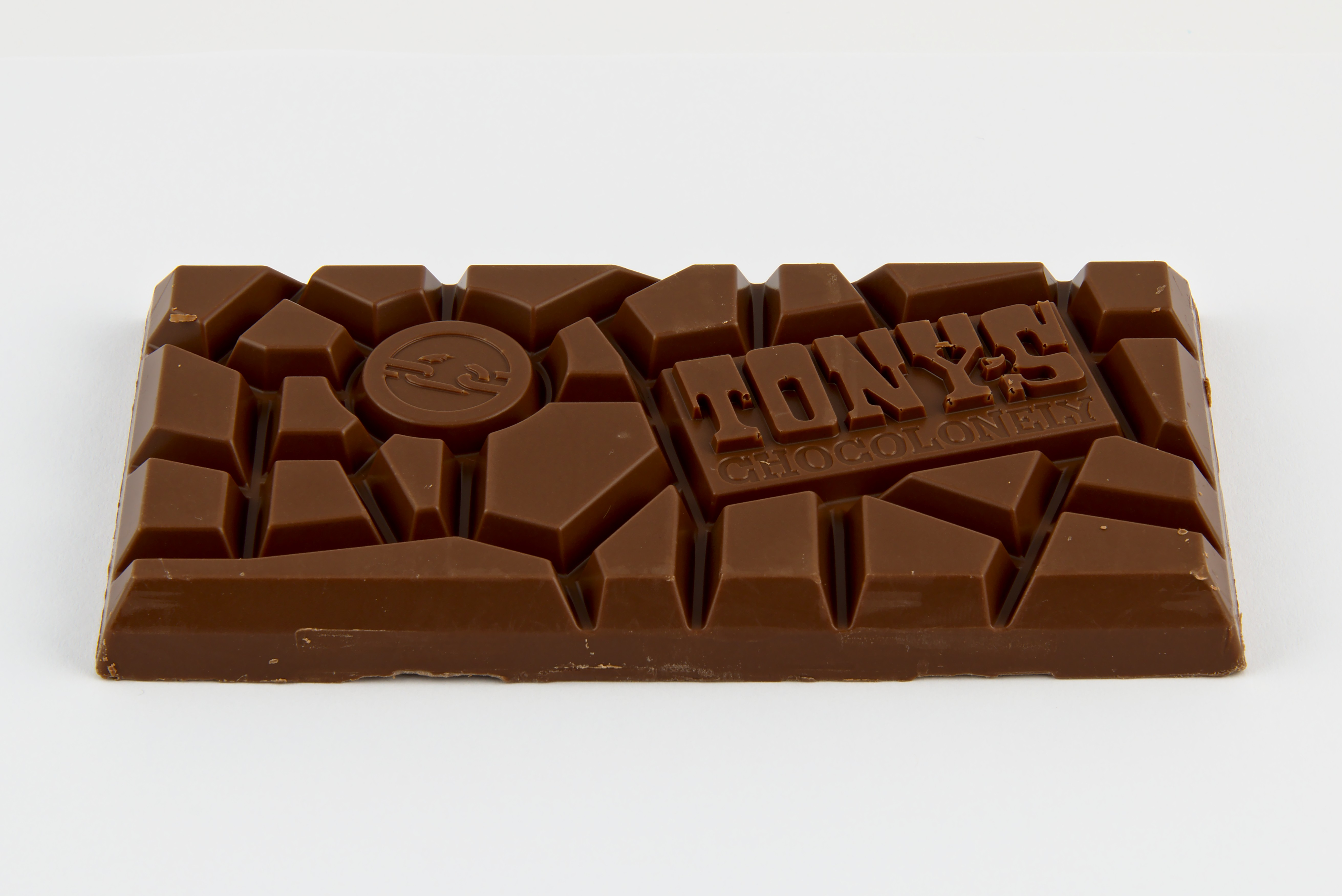
Een reep melkchocolade

Nadat in het televisieprogramma Keuringsdienst van Waarde was aangetoond dat geen enkele chocoladefabrikant die het Harkin-Engel Protocol had getekend zich hield aan de afspraken die waren gemaakt in 2001 (namelijk vanaf 2005 slaafvrije chocolade op de markt brengen), besloten de makers onder het motto "if you can't beat them, join them" hun eigen slaafvrije chocolade te produceren en op de markt te brengen. De naam Tony's Chocolonely verwijst naar journalist/presentator Teun van de Keuken, die op 22 maart 2004 aangifte deed tegen zichzelf van medeplichtigheid aan slavernij omdat hij thuis chocoladerepen had gegeten waarvan redelijkerwijs aanneembaar was dat een gedeelte van de cacao ervan door kindslaven was geproduceerd. De officier van justitie ging niet tot vervolging over; in de daaropvolgende artikel 12 Sv-procedure werd Van de Keuken op 5 april 2007 door het Gerechtshof Amsterdam niet ontvankelijk verklaard.
In een andere zaak bepaalde de Rechtbank Amsterdam op 6 februari 2007 dat er voldoende was aangetoond dat de Tony's Chocolonely-chocolade slaafvrij wordt geproduceerd. De importeur van Zwitserse chocolade, Bellissimo, had de programmamakers voor de rechter gedaagd omdat ze volgens Bellissimo niet zouden kunnen garanderen dat de reep volledig slaafvrij wordt geproduceerd, waardoor de eigen Swiss- en Swiss Noir-chocoladerepen onterecht in een kwaad daglicht zouden komen te staan.
In 2010 nam Henk Jan Beltman een meerderheidsbelang in het bedrijf, dat het kantoor vervolgens verplaatste van de redactie van De Keuringsdienst van Waarde naar het Westergasterrein.
Het marktaandeel in Nederland steeg in 2014 naar 4,5 procent, en in 2015 naar 8,8 procent. Eind 2018 stond het Nederlandse marktaandeel in chocoladerepen op 19%, waarmee het multinationals Verkade, Mars en Nestlé was voorbijgestreefd.
Van de Keuken nam in 2018 afstand van het bedrijf en de toegepaste marketingtechnieken, mede naar aanleiding van het door Jeroen Siebelink geschreven - en door De Bezige Bij uitgegeven - boek Het wereldschokkende en onweerstaanbaar lekkere verhaal van Tony's Chocolonely, dat Van de Keuken in een uitzending van het praatprogramma Jinek "een reclameboek voor Tony's" noemde. Ook gaf hij aan de schrijver nooit ontmoet te hebben. De auteur zelf werd niet uitgenodigd bij Jinek en kon zijn boek niet verdedigen. Siebelink heeft naar eigen zeggen Van de Keuken vijf keer gevraagd of hij wilde meewerken aan het boek, maar Van de Keuken weigerde dit zonder opgaaf van redenen. Van het boek werden volgens uitgeverij Thomas Rap 15.000 exemplaren verkocht.
Anno 2020 zijn Tony's Chocolonely repen te koop in 22 landen. In februari 2020 stapte investeringsgroep Verlinvest in het kapitaal van de chocoladefabrikant.
Het bedrijf werd in 2021 van de lijst van slaafvrije chocolademakers (Slave Free Chocolate) verwijderd omdat het samenwerkt met Barry Callebaut, een producent die niet kan garanderen dat zijn producten 100% slaafvrij zijn geproduceerd.

## Op weg naar slaafvrij
De oorspronkelijke belofte van het chocolademerk was 100 procent slaafvrij. In de loop van de jaren bleek het echter niet mogelijk te zijn om volledig slaafvrij te produceren, waarop de leus werd gewijzigd in op weg naar 100 procent slaafvrij. De oorzaak hiervan was dat de cacaobranche hardnekkig bleek. Oprichter Van de Keuken was dan ook erg somber bij het 10-jarig bestaan van het merk. Hij stelde in een documentaire over het merk: "We hebben veel te weinig teweeggebracht. Er komt niets terecht van het uitbannen van slavernij. Het is de afgelopen tien jaar zelfs erger geworden." Uit onderzoek in 2015 in Ghana en Ivoorkust bleken meer dan twee miljoen kinderen mee te werken aan de cacaoproductie, de meeste gedwongen.
Tony's Chocolonely kan nog altijd niet aantonen dat de producten van het bedrijf 100% slaafvrij zijn geproduceerd. Wel is de cacaomassa sinds 2013, en de cacaoboter sinds 2016 volledig traceerbaar. Het bedrijf heeft aangegeven dat de tekst 'Op weg naar 100% slaafvrij' op de wikkels er pas af gaat, wanneer alle wereldwijd geproduceerde chocolade slaafvrij is.

### Assortiment
Er zijn chocoladerepen in verschillende smaken verkrijgbaar met een gewicht van 180 gram. Ook wordt chocolade verkocht in kleinere repen van 47 tot 50 gram, en uitdeelporties van 9 gram. Ieder jaar brengt Tony's Chocolonely drie 'limited editions' uit, waar mensen voor kunnen stemmen. Voor Albert Heijn produceert het bedrijf 'estafetterepen', die ieder halfjaar worden vervangen door een nieuwe smaak. Sommige smaken zijn via deze wegen in het permanente schap gekomen. Ook heeft Tony's 'exclusives': deze zijn vaak winnaars van limited edition-verkiezingen, en worden verkocht in Jamin en andere speciaalzaken. Rond Sinterklaas zijn er ook letterrepen in de winkel en voor Pasen worden paaseitjes verkocht. Onder de merknaam is ook chocolademelk in de handel.

## Prijzen
In 2020 werd het bedrijf voor de derde keer door de Sustainable Brand Index uitgeroepen tot het meest duurzame merk van Nederland.

## Kritiek
Het bedrijf kreeg het verwijt klanten te misleiden. Zo zou de chocolade niet volledig vrij van slavernij en kinderarbeid zijn. Ook mede-oprichter Teun van de Keuken erkent dit.
Eind jaren 10 kondigde Tony's Chocolonely aan een attractiepark inclusief achtbaan te willen bouwen, een "Willy Wonka-achtige fabriek" van €120 miljoen. Het bedrijf kreeg vervolgens de kritiek dat het zijn doel voorbij gaat: 'slavernij uit chocolade halen'. Het pretpark had in Zaandam gerealiseerd moeten worden. Dit stuitte op verzet van buurtbewoners uit angst voor geluidsoverlast.
Eigenaar Beltman kreeg kritiek te verduren, nadat hij diverse pogingen had ondernomen om Tony's Chocolonely te verkopen aan een grote multinational zoals Nestlé.
In 2020 werd Beltman aangehouden na het plegen van vernielingen met een politiek activistisch motief. Beltman had de Beurs van Berlage met graffiti beklad met de tekst: Black Lives Matter samen met de afbeelding van een chocoladereep. Eind 2020 werd er via onder andere sociale media opgeroepen om Tony's Chocolonely te boycotten, omdat het bedrijf de samenwerking opzocht met Omroep Zwart en de eerder in opspraak geraakte rapper Akwasi. Het bedrijf gaf aan dat het geen sponsor van de omroep wil zijn, waarop het logo van de website van Omroep Zwart werd verwijderd.
In 2020 was het Nederlandse marktaandeel in chocoladerepen gezakt naar 16,5%.

### Rechtszaak
Op 22 februari 2024 sleepte Mondelēz, moederbedrijf van onder andere Milka, Oreo en Côte d'Or, Chocolonely voor de rechter in Duitsland. De reden was een campagne in verschillende Duitse supermarkten, waarbij Tony's de chocolade verkocht in verpakkingen die heel erg lijken op de bekende merken, zoals in de bekende lila kleur van Milka, maar ook in de kleuren en lettertypes van Twix en Mars met de tekst "Komt dit u bekend voor? Smaakt hetzelfde, maar betaal een eerlijke prijs". Tony's kreeg een bevel om alle lila-kleurige repen uit de schappen te halen, maar ging daartegen in beroep. De zaak loopt nog(situatie dd. 22 feb. 2024).